# 92-я гвардейская стрелковая дивизия

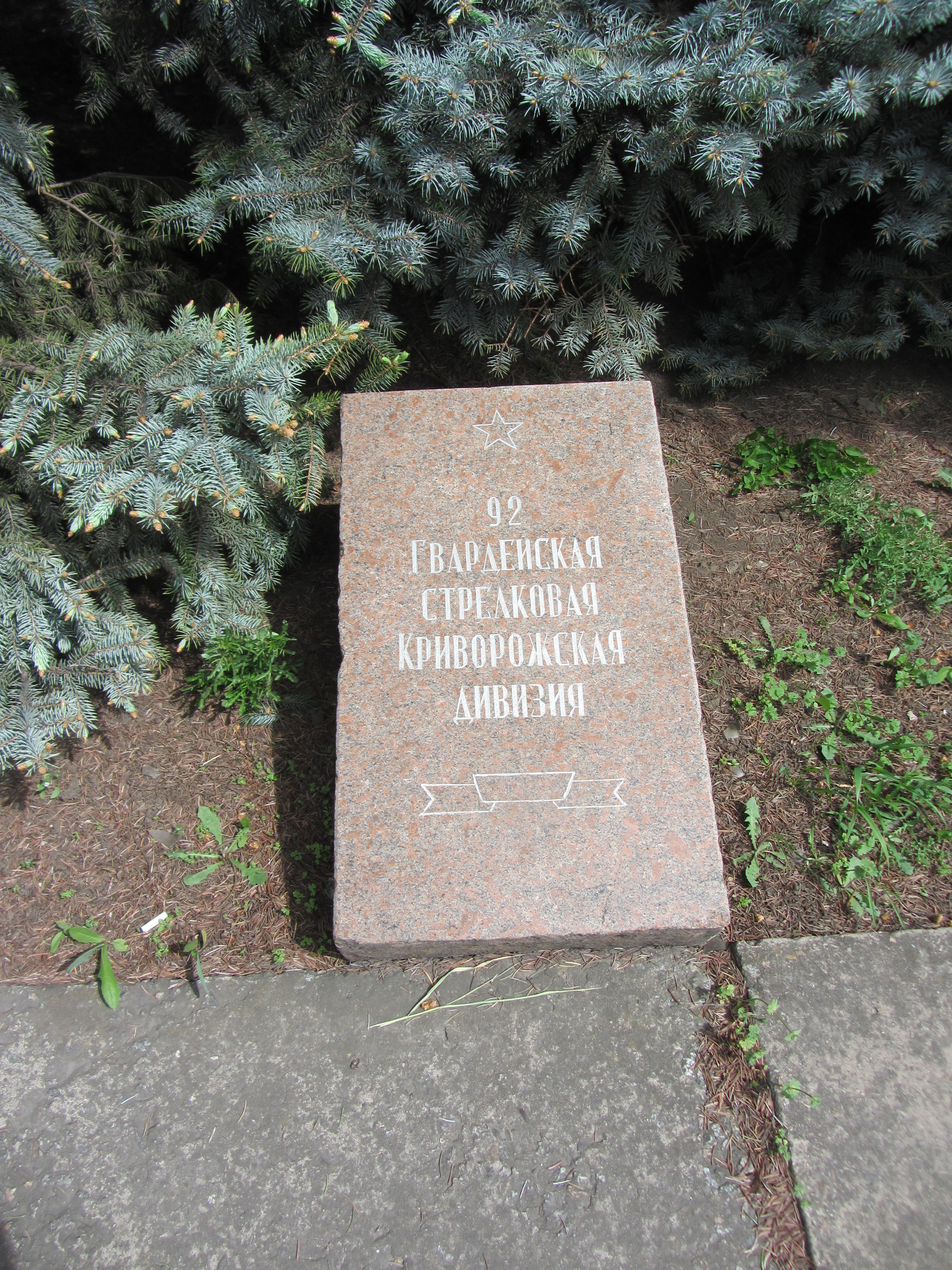
Кривой Рог. Памятная плита

Кривой Рог. Монумент «Победа», в том числе и войнам 92 гв сд

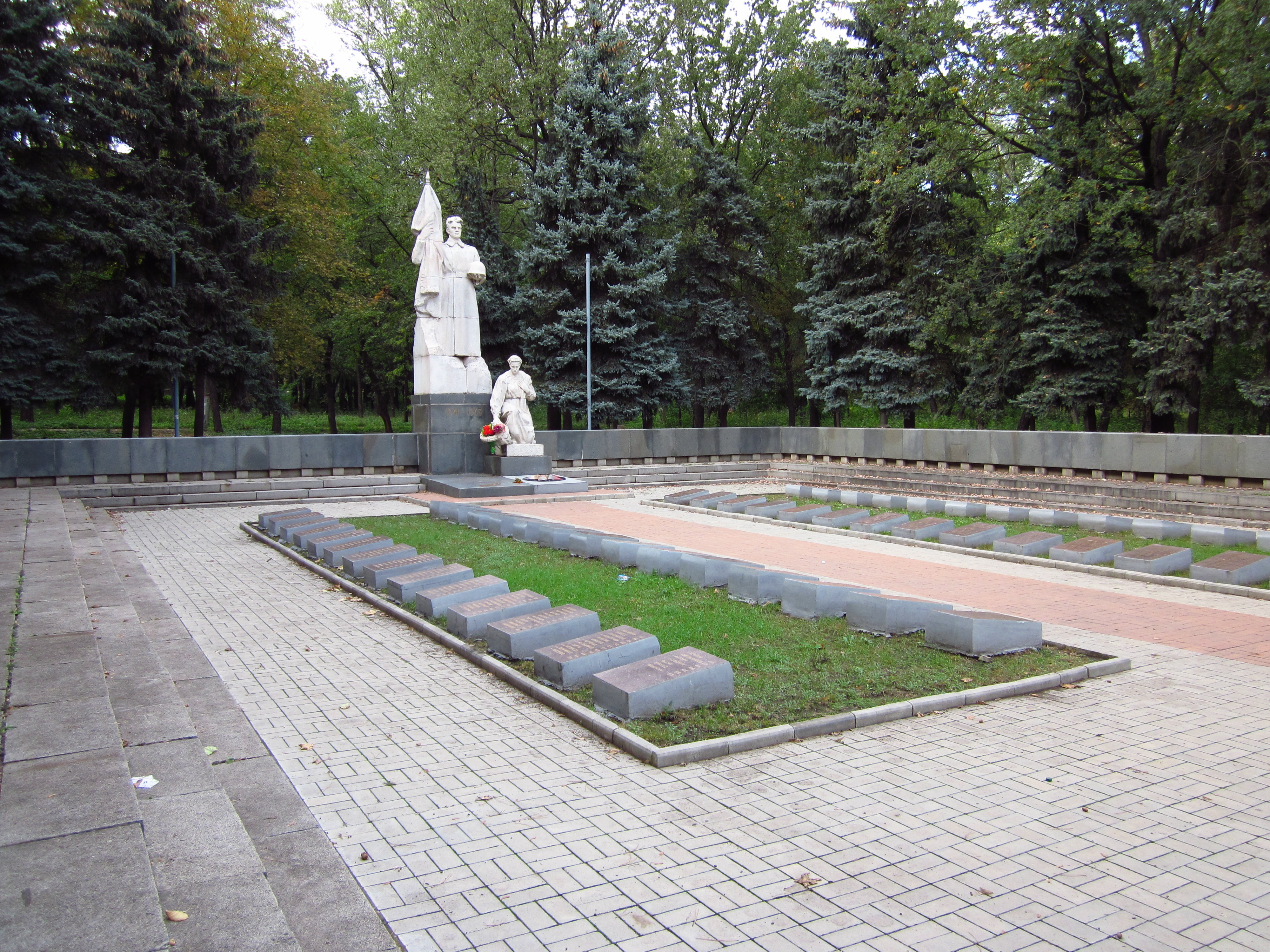
Кривой Рог. Братская могила, в том числе и воинов 92 гв сд

92-я гварде́йская стрелко́вая Криворо́жская диви́зия — гвардейское формирование (соединение, стрелковая дивизия) РККА, участвовала в Великой Отечественной войне.
Полное действительное наименование — 92-я гвардейская стрелковая Краснознамённая Криворожская дивизия.
Принимала участие в боевых действиях, в составе действующей армии, в периоды: с 23.04 по 29.07.1943, и с 07.09.1943 по 09.05.1945

## История
Сформирована в апреле 1943 года из бойцов 149-й и 12-й гвардейской (полевая почта № 45301) стрелковых бригад, участвовавших в Сталинградской битве Также дивизия пополнялась выпускниками военно-пехотных и артиллерийских училищ РККА.
Боевой путь
После формирования, дивизия в составе 35 гв. ск Степного фронта находилась в резерве Ставки ВГК в районе Сталинграда.
Летом 1943 года бойцы и командиры дивизии принимали участие в Курской битве, в боях под Белгородом.
С началом сражения, 05.07.1943 года части дивизии были переданы в оперативное подчинение 7-й гвардейской армии генерал-лейтенанта Шумилова М. С..
В ходе оборонительного этапа сражения под Белгородом дивизия вела тяжёлые бои на Корочанском направлении и у села Ржавец.
8 июля 1943 года полки дивизии вступили в бой с большим количеством танков и мотопехоты 3-го танкового корпуса вермахта в районе населённого пункта Мелихово. К 10 июля дивизия была вынуждена отойти на рубеж Ржавец — Шахово, где переподчиняется командующему 69-й армии и отражает всеми средствами удары превосходящих сил 6-й и 7-й танковых дивизий вермахта.
Находясь на одном из главных направлений удара противника, в ходе тяжёлых боёв дивизия понесла значительные потери, утратив только пропавшими без вести до 2500 человек, дивизионная и противотанковая артиллерия, средства связи были практически уничтожены.
На конец дня 9 июля имелось в строю 8438 человек, а на утро 15 июля — 2182 человека, в том числе 1552 рядового состава. За пять дней боёв вышло из строя по разным причинам 6256 человек.
13 июля 1943 года полковник Трунин приказом командующего армии был отстранён от занимаемой должности с формулировкой:

«…за неумелое руководство дивизией в процессе боя с 10 по 12.07.1943 г., допустившего потерю материальной части, два раза — бегство дивизии с поля боя»
Известный российский историк и исследователь Курской битвы В. Н. Замулин, комментируя потери 92 гв.сд. отмечал: Полковник В. Ф. Трунин не имел достаточного опыта командования стрелковой дивизией. В течение года до назначения командиром 92-й гв. сд он сменил три должности — командовал тремя мотострелковыми бригадами, до 25 апреля 1942 г. к командно-строевой работе отношения не имел, был инструктором политотдела, председателем парткомиссии, военным комиссаром штаба. Никакой военной подготовки, за исключением военно-политических курсов, не получил. Войну Трунин закончил заместителем командира 354-й сд, а затем был назначен комендантом лагеря военнопленных.
В донесении командования 92-й гв. сд о потерях за период с 7 по 17 июля 1943 г., направленном в Генеральный штаб РККА после Курской битвы сообщалось:

За период боевых действий дивизия потеряла личного состава: убитыми — 924 человека, ранеными — 2212 человек, пропавшими без вести — 2499 человек, заболело — 5 человек, всего — 5640 человек.
…Большое число потерь личного состава за счёт полков объясняется тем, что все 3 полка были в окружении на белгородском направлении, из окружения вышли с боями, в результате чего большое число пропавших без вести
В 20-х числах июля 1943 года была выведена из зоны боёв на переформирование.
С 07.09.1943 года дивизия принимает участие в Полтавско-Кременчугской операции. Участвовала в освобождении Левобережной Украины в районе восточнее Кременчуга.
В конце сентября 1943 года дивизия в составе 57-го стрелкового корпуса 37-й армии сосредоточена в районе Карповка, с задачей форсировать Днепр.
28-го сентября части дивизии предпринимают попытку с хода форсировать Днепр возле села Келеберда. К исходу дня правофланговый полк дивизии с боями захватывает Павловку.

В 4 часа 28 сентября десант передового отряда 92-й гвардейской стрелковой дивизии, имея по 50 человек на каждом из трёх понтонов Н2П, направился к северному берегу острова с отм. 60,8 (см. схему 6). Противник обнаружил движение понтонов и открыл по десанту артиллерийский и миномётный огонь.
В результате артиллерийского огня противника два понтона были потоплены, а последний был вынужден возвратиться к своему берегу. Дальнейшие попытки форсировать Днепр на этом участке успеха не имели. Сильный артиллерийский, миномётный и пулемётный огонь противника не позволял спускать на воду другие переправочные средства.
Артиллерия 92-й гвардейской стрелковой дивизии пыталась подавить огневые средства противника, но безуспешно. Внезапность форсирования была потеряна, войска несли неоправданные потери, и все их попытки переправиться терпели неудачу.

Поэтому командующий армией приказал командиру 92-й гвардейской стрелковой дивизии временно прекратить форсирование.— Форсирование Днепра передовыми отрядами 28 сентября
В ночь на 29 сентября части дивизии возобновили форсирование, 280 гв. сп захватил остров Молдаван, остров с отметкой 60,8. К исходу дня удалось овладеть рубежом: колхоз «Перше Травня», совхоз «Партизан», Дериевка.
1 октября основные силы дивизии, форсировав Днепр, вели кровопролитные бои на плацдарме в районе сёл Дериевка и Успенка..
Вскоре дивизия была награждена орденом Красного Знамени. В 1943—1944 годах 92 гв. сд участвовала в освобождении городов Жёлтые Воды, Кривой Рог, Вознесенск, Бендеры, Кишинёв.
Приказом Верховного Главнокомандующего И. В. Сталина от 22 февраля 1944 года, за отличие при штурме Кривого Рога, дивизия удостоена почётного наименования «Криворожская».
Сражалась в Молдавии, Румынии. Войну закончила в Болгарии. 48 военнослужащих дивизии были удостоены звания Герой Советского Союза.
В послевоенный период
24 ноября 1945 года дивизия была переформирована в 34-ю гвардейскую механизированную дивизию, с сохранением за ней наград 92-й гвардейской стрелковой дивизии. В 1946 году дивизия передислоцирована в город Николаев, и вошла в состав Одесского военного округа.
С 30 октября 1957 года — 34-я гвардейская мотострелковая дивизия, а с 27 сентября 1960 года — 34-я гвардейская учебная мотострелковая дивизия.
С целью сохранения боевых традиций формирования директивой от 10 марта 1965 года дивизии был возвращён её номер военного времени и она стала именоваться 92-я гвардейская учебная мотострелковая дивизия.
После распада СССР дивизия вошла в состав Вооружённых сил Украины и позднее была расформирована. Правопреемник — 145-й отдельный ремонтно-восстановительный полк.

## В составе
| Дата       | Фронт (округ)                                  | Армия                          | Корпус           | Примечания |
| ---------- | ---------------------------------------------- | ------------------------------ | ---------------- | ---------- |
| 23.04.1943 | Степной фронт                                  | В резерве СВГК                 | 35-й гв. ск      | -          |
| 05.07.1943 | Воронежский фронт Степной фронт (с 18.07.1943) | 7-я гвардейская армия 69 армия | 35-й гв. ск      | -          |
| 07.09.1943 | Степной фронт                                  | 37-я армия                     | 57-й ск, 82-й ск | -          |
| 20.10.1943 | 2-й Украинский фронт                           | 37-я армия                     |                  | -          |
| 15.01.1944 | 3-й Украинский фронт                           | 37-я армия                     |                  | -          |
| 1946       | Одесский военный округ                         |                                |                  | -          |

## Состав дивизии
- Управление дивизии;
- 276-й гвардейский стрелковый полк;
- 280-й гвардейский стрелковый полк;
- 282-й гвардейский стрелковый полк;
- 197-й гвардейский артиллерийский полк;
- 99-й гвардейский отдельный истребительно-противотанковый дивизион;
- 96-я гвардейская разведывательная рота;
- 106-й гвардейский сапёрный батальон;
- 175-й гвардейский отдельный батальон связи (139-я гвардейская отдельная рота связи);
- 597-й (101-й) медико-санитарный батальон;
- 97-я гвардейская отдельная рота химзащиты;
- 748-я (100-я) автотранспортная рота;
- 672-я (94-я) полевая хлебопекарня;
- 701-й (93-й) дивизионный ветеринарный лазарет;
- 2216-я полевая почтовая станция;
- 609-я полевая касса Госбанка.

К лету 1943 года в 92 гв.сд при 9574 командирах и красноармейцах имелось на вооружении 5312 винтовок и 1852 пистолета-пулемёта.

## Командиры дивизии
- Трунин, Василий Фёдорович, полковник (23.04.1943 — 13.07.1943[12])
- Петрушин, Андрей Никитович, полковник (11.08.1943 — 09.04.1944)
- Матвеев, Митрофан Ильич, генерал-майор (19.04.1944 — 00.04.1946)
- Королёв, Василий Георгиевич, генерал-майор танковых войск (07.06.1946 — 11.07.1951)
- Жариков, Иван Алексеевич, полковник, с 31.05.1954 генерал-майор танковых войск (11.07.1951 — 13.02.1956)
- Хомуло, Михаил Григорьевич, полковник (13.02.1956 — 30.10.1957)
- Кобылкин, Григорий Фёдорович, полковник, с 25.05.1959 генерал-майор (30.10.1957 — 00.11.1959)
- Сильченко, Николай Кузьмич, полковник, с 27.04.1962 генерал-майор (08.12.1959 — 04.12.1964)
- Браткин, Леонид Андреевич, полковник, с 16.06.1965 генерал-майор (04.12.1964 — 01.10.1966)
- Шкидченко, Пётр Иванович, генерал-майор (01.10.1966 — 04.07.1969)
- Бунин, Николай Маркович, полковник, с 6.11.1970 генерал-майор (04.07.1969 — 08.02.1974)

## Память
- Музей военной истории (ранее, музей Боевой славы), средней школы № 92, Центра образования «Сигма» город Барнаул[13].

## Герои Советского Союза
- Аникин, Николай Александрович, гвардии капитан, командир дивизиона 197-го гвардейского артиллерийского полка.
- Батеха, Василий Афанасьевич, гвардии лейтенант, командир роты противотанковых ружей 282-го гвардейского стрелкового полка.
- Беленко, Василий Данилович, гвардии младший сержант, заместитель командира пулемётного отделения 282-го гвардейского стрелкового полка.
- Беляев, Владимир Максимович, гвардии старший сержант, командир миномётного взвода 282-го гвардейского стрелкового полка.
- Беляев, Лаврентий Семёнович, гвардии младший лейтенант, командир взвода 280-го гвардейского стрелкового полка.
- Бердин, Галей Иркабаевич, гвардии капитан, заместитель командира батальона по политической части 280-го гвардейского стрелкового полка.
- Глазунов, Григорий Иванович, гвардии старший сержант, начальник радиостанции 139-й гвардейской отдельной роты связи.
- Горобец, Алексей Фёдорович, гвардии младший сержант, старший радист 139-й гвардейской отдельной роты связи.
- Дышинский, Владимир Александрович, гвардии младший лейтенант, командир взвода разведки 96-й гвардейской отдельной разведывательной роты.
- Евлашев, Иван Петрович, гвардии сержант, помощник командира взвода 276-го гвардейского стрелкового полка.
- Ермолаев, Николай Васильевич, гвардии красноармеец, разведчик взвода пешей разведки 280-го гвардейского стрелкового полка.
- Звездин, Иван Аникеевич, гвардии капитан, командир батальона 280-го гвардейского стрелкового полка.
- Исайченко, Василий Нилович, гвардии лейтенант, командир пулемётной роты 276-го гвардейского стрелкового полка.
- Исаков, Иван Иванович, гвардии старший сержант, командир взвода управления артиллерийской батареи 197-го гвардейского артиллерийского полка.
- Киселёв, Яков Митрофанович, гвардии красноармеец, наводчик орудия 280-го гвардейского стрелкового полка.
- Котегов, Алексей Александрович, гвардии младший лейтенант, командир пулемётного взвода 252-го гвардейского стрелкового полка.
- Кузнецов, Владимир Иванович, гвардии младший лейтенант, командир взвода 276-го гвардейского стрелкового полка.
- Курбанов, Алексей Абдурахманович, гвардии красноармеец, снайпер 282-го гвардейской стрелкового полка.
- Лаптев, Михаил Яковлевич, гвардии младший лейтенант, командир взвода автоматчиков 282-го гвардейского стрелкового полка.
- Легостаев, Василий Захарович, гвардии красноармеец, наводчик противотанкового ружья 99-го гвардейского отдельного истребительно-противотанкового дивизиона.
- Линник, Михаил Васильевич, гвардии старшина, командир огневого взвода 276-го гвардейского стрелкового полка.
- Локтев, Иван Яковлевич, гвардии лейтенант, командир сапёрного взвода 106-го гвардейского отдельного сапёрного батальона.
- Луканин, Дмитрий Ефимович, гвардии младший сержант, командир орудия 8-й батареи 3-го дивизиона 197-го гвардейского артиллерийского полка.
- Луканин, Яков Ефимович, гвардии красноармеец, наводчик орудия 8-й батареи 3-го дивизиона 197-го гвардейского артиллерийского полка.
- Нагаев, Епифан Иванович, гвардии лейтенант, командир пулемётного взвода 282-го гвардейского стрелкового полка.
- Наумов, Георгий Васильевич, гвардии лейтенант, командир взвода связи 276-го гвардейского стрелкового полка.
- Овчаров, Степан Семёнович, командир орудия 4-й батареи 197-го гвардейского артиллерийского полка.
- Осадчий, Алексей Антонович, гвардии капитан, командир батальона 276-го гвардейского стрелкового полка.
- Полоний, Юрий Станиславович, гвардии капитан, командир 3-го батальона 276-го гвардейского стрелкового полка.
- Попков, Василий Михайлович, гвардии капитан, полковой инженер 276-го гвардейского стрелкового полка.
- Свиридовский, Анатолий Григорьевич, гвардии сержант, командир орудия 4-й батареи 197-го гвардейского артиллерийского полка.
- Севриков, Иван Тимофеевич, гвардии лейтенант, командир стрелковой роты 276-го гвардейского стрелкового полка.
- Серов, Михаил Александрович, гвардии капитан, командир батальона 282-го гвардейского стрелкового полка.
- Симбирцев, Василий Никитович, гвардии старший сержант, помощник командира взвода разведки 282-го гвардейского стрелкового полка.
- Сысоев, Василий Романович, гвардии лейтенант, командир пулемётной роты 282-го гвардейского стрелкового полка.
- Увачан, Иннокентий Петрович, гвардии красноармеец, повозочный роты связи 276-го гвардейского стрелкового полка.
- Ульянов, Виталий Андреевич, гвардии сержант, командир орудия взвода 45-мм пушек 1-го стрелкового батальона 280-го гвардейского стрелкового полка.
- Ухо, Илья Игнатьевич, гвардии старший сержант, командир миномётного взвода 276-го гвардейского стрелкового полка.
- Файзулин, Ханиф Шакирович, гвардии старший лейтенант, командир роты 280-го гвардейского стрелкового полка.
- Фролов, Иван Яковлевич, гвардии рядовой, наводчик орудия взвода 45-мм пушек 1-го стрелкового батальона 280-го гвардейского стрелкового полка.
- Юдин, Владимир Георгиевич, гвардии рядовой, стрелок 3-го стрелкового батальона 280-го гвардейского стрелкового полка.
- Янцев, Пётр Илларионович, гвардии старший сержант, помощник командира взвода 276-го гвардейского стрелкового полка.